# Porcs János
Porcs János (Miskolc, 1838. november 7. – Miskolc, 1932. október 1.) tanár, újságíró, városi képviselő.

## Élete
Porcs János tősgyökeres miskolci családba született. Apja Porcs János, anyja Németh Zsuzsánna volt. A helyi Református Főgimnáziumban tanult 1855-ig, majd Sárospatakon teológiát, ahol 1859-ben végzett – kitűnő eredménnyel. Sárospataki tanulmányai alatt verseket szerzett, fordított és cikkeket írt, amelyek meg is jelentek a Sárospataki Füzetek 1859–1860-as évfolyamaiban.
1860 és 1864 között Tiszabűdön Oláh Károly két fiának volt a nevelője, majd 1864-tól Bőcsön segédlelkész lett. 1866-ban rövid ideig egy bőcsi földbirtokos családnál vállalt nevelői állást. 1867-től 1869-ig Miskolcon a református gyülekezet segédlelkésze volt. 1866-ban egykori iskolája, a miskolci Református Főgimnázium tanára lett, történelmet és németet tanított. Az 1875/76-os tanévben a főgimnázium igazgatója lett. 1882 és 1896 között az 1879-ben létrehozott Borsod-miskolci női iparműhely nevű iskola fenntartása érdekében (újjá)alakult egyesület elnöke volt. Több mint harminc éves gimnáziumi munkaviszony után 1900-ban nyugdíjba vonult. 1864-től pár évig az országos középiskolai tanáregylet választmányi tagja volt, 1870 és 1875 között pedig betöltötte az egyházmegyei jegyző funkciót. 1872-ben városi képviselővé választották hat évre, majd 1878-ban és 1884-ben újabb hat-hat évre. A közgyűlésben a nevelési szakosztály jegyzője volt. A Miskolci Takarékegyletnek néhány évig számvizsgálója volt, majd 1876-ban igazgatósági taggá választották. 2017–2018 körül (talán) királyi tanácsosi címet kapott.
Tanári munkája mellett számos miskolci napi- és hetilapban publikált történelmi és várospolitikai írásokat (saját nevén kívül – többek között – Rátóti, Álmos bakter és Krónikás álneveken): a Miskolcz című újságban, amelynek 1881-ig szerkesztője is volt, 1883-tól a Borsodmegyei Lapokban, 1892-től pedig a Szabadságban. A Borsod-Miskolczi Múzeum 1899-es megalakulásakor Lévay Józseffel és Hídvégi Benővel együtt a megye delegáltja lett az intézményben. A Függetlenségi és 48-as Párt képviselője volt, március 15-ei írásai és megemlékezései emlékezetesek voltak.
1868-ban nősült meg, Herke Erzsébettől hat gyermeke született (Erzsébet, János, Ilona (egyéves korában meghalt), Margit, István, Kálmán). Felesége halála (1883) után másodszor is megnősült, Debreczeny Juliannát (özvegy Miháltz Ödönné) vette el (boldogtalan házasság volt), aki 1915-ben halt meg. Második felesége halála után lánya és családja hozzáköltözött. Látása 1915-re már annyira megromlott, hogy az újságokat is felolvasták neki, majd halála előtt néhány évvel teljesen elvesztette látását, de szellemi frissessége változatlan maradt. Hosszú életet élt, 1932. október 1-jén hunyt el, két nappal később temették el az avasi temetőben, „az ősi református gimnázium többszázéves tanársírjai mellé”. Sírhelye városi védettség alatt áll.
Jelentős naplóírónak számít. Naplóját 1836-ban kezdte el írni napi rendszerességgel, amikor Sárospatakra került. Naplója öreg korára látásproblémája miatt már remegőssé, kissé rendezetlenné vált. 2016. december 21. az utolsó bejegyzés dátuma, ezt követően már nem írt. Naplója közel három és félezer oldalt tesz ki, amiből 511 oldal időközben elveszett. Az anyag a korszak fontos forrásgyűjteménye, a Herman Ottó Múzeum őrzi.

## Főbb munkái
- A nagy fa (a szabadságharc emléke). Miskolczi Napló, 1909. 64. szám
- A miskolczi ev. ref. főgimnázium értesítője az 1886-7-dik iskolai évről. Miskolcz, 1887
- A törvényhatósági bizottsági tagválasztások Miskolczon. Ellenzék, 1904. december 17. és 20.
- Porcs János naplója, 1836–2016 (kézirat)